# Ferrovia Martina Franca-Lecce
La ferrovia Martina Franca–Lecce è una linea ferroviaria italiana gestita dalle Ferrovie del Sud Est (FSE) che collega Martina Franca e Lecce, passando per Francavilla Fontana. Viene indicata come Linea 2.

## Storia
| Tratta                               | Inaugurazione    |
| ------------------------------------ | ---------------- |
| Lecce–Francavilla Fontana            | 27 maggio 1907   |
| Francavilla Fontana–Ceglie Messapica | 14 agosto 1924   |
| Ceglie Messapica–Cisternino          | 5 aprile 1925    |
| Cisternino–Martina Franca            | 24 dicembre 1925 |

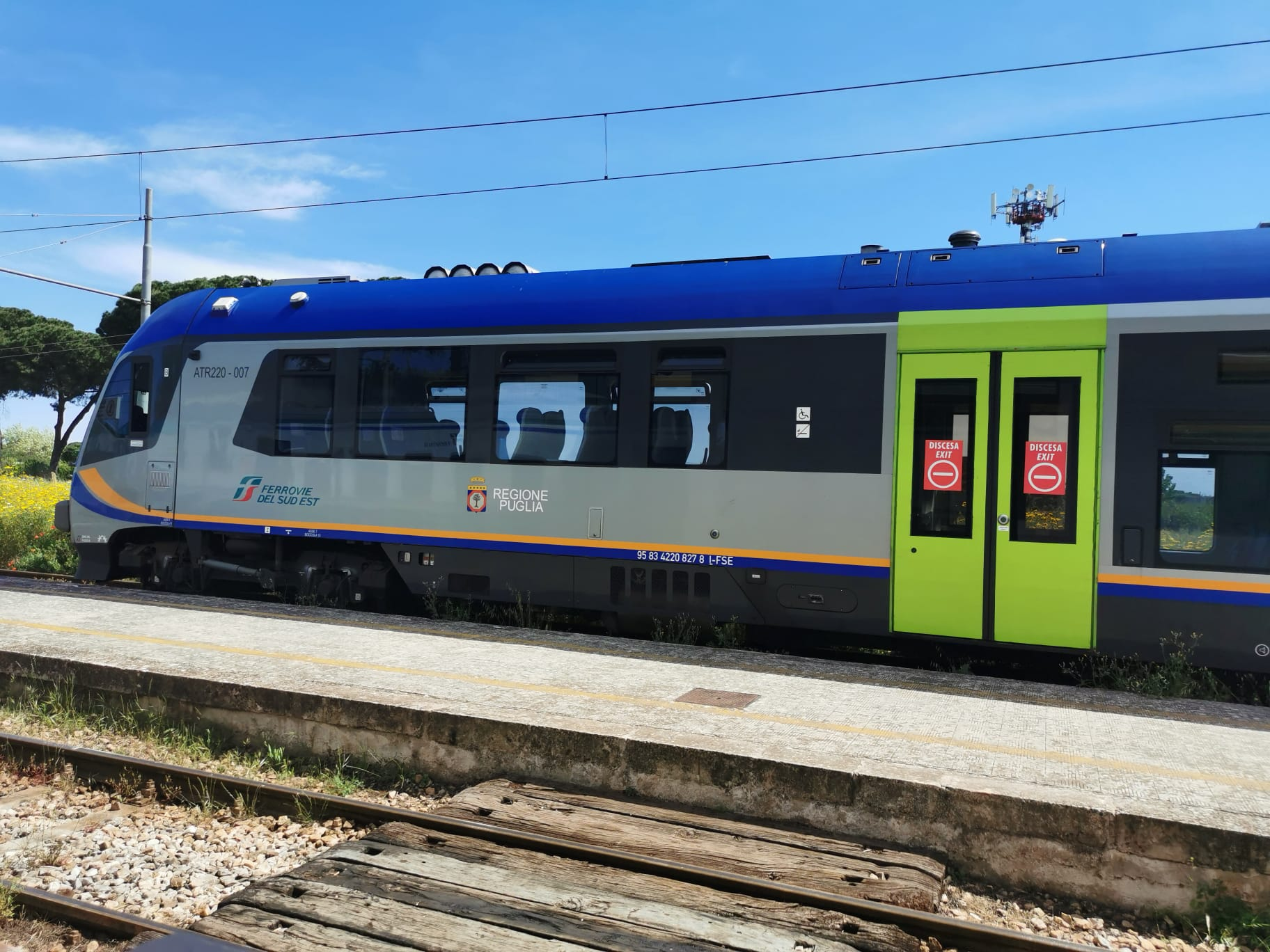
Treno ATR 220 sulla linea Martina Franca-Lecce in livrea DPR

La linea nacque dall'unione di due tratte, costruite in periodi diversi:
- la Lecce-Novoli-Francavilla Fontana (con diramazione Novoli-Nardò), i cui primi progetti risalivano al 1881, nacque per connettere Bari, il capo di Leuca e Gallipoli passando per l'entroterra pugliese. La concessione fu ottenuta dalle Strade Ferrate Meridionali nel 1903, e la linea fu aperta nel 1907 sotto la gestione delle Ferrovie dello Stato, che cedette l'esercizio nel 1913 la Società anonima italiana per le ferrovie salentine[1][2];
- la Francavilla Fontana-Martina Franca-Locorotondo, la cui costruzione fu richiesta dai Comuni di Ceglie Messapica e Martina Franca che si costituirono in un consorzio intercomunale fin dal 1877[3], la  concessione fu richiesta successivamente nell 1903 dalla provincia della Terra d'Otranto insieme a quella della Martina Franca-Taranto. Nel 1911 la Società anonima italiana per le ferrovie salentine della famiglia Bombrini ottenne la concessione per la linea, ma i lavori poterono iniziare solo negli anni venti, a causa di numerose varianti apportate alla concessione iniziale in particolare per quanto riguardava il transito da Cisternino: la linea fu aperta tra il 1924 e il 1925[4].

Nel 1931 la linea, come le altre delle "Salentine", fu assorbita dalle Ferrovie del Sud Est.
A settembre 2021 sono iniziati i lavori per elettrificare la linea, che si concluderanno entro il 2025, con i 50 milioni di euro destinati all'elettrificazione delle linee di FSE.
A partire dal 9 giugno 2024 per potenziamento infrastrutturale, è chiuso sulla linea il tratto Francavilla Fontana-Lecce per poter adeguare la linea ai nuovi standard, ovvero cambio dell'armamento, elettrificazione, SCMT ed altri interventi di varia natura collegati al potenziamento generale della linea.

## Caratteristiche

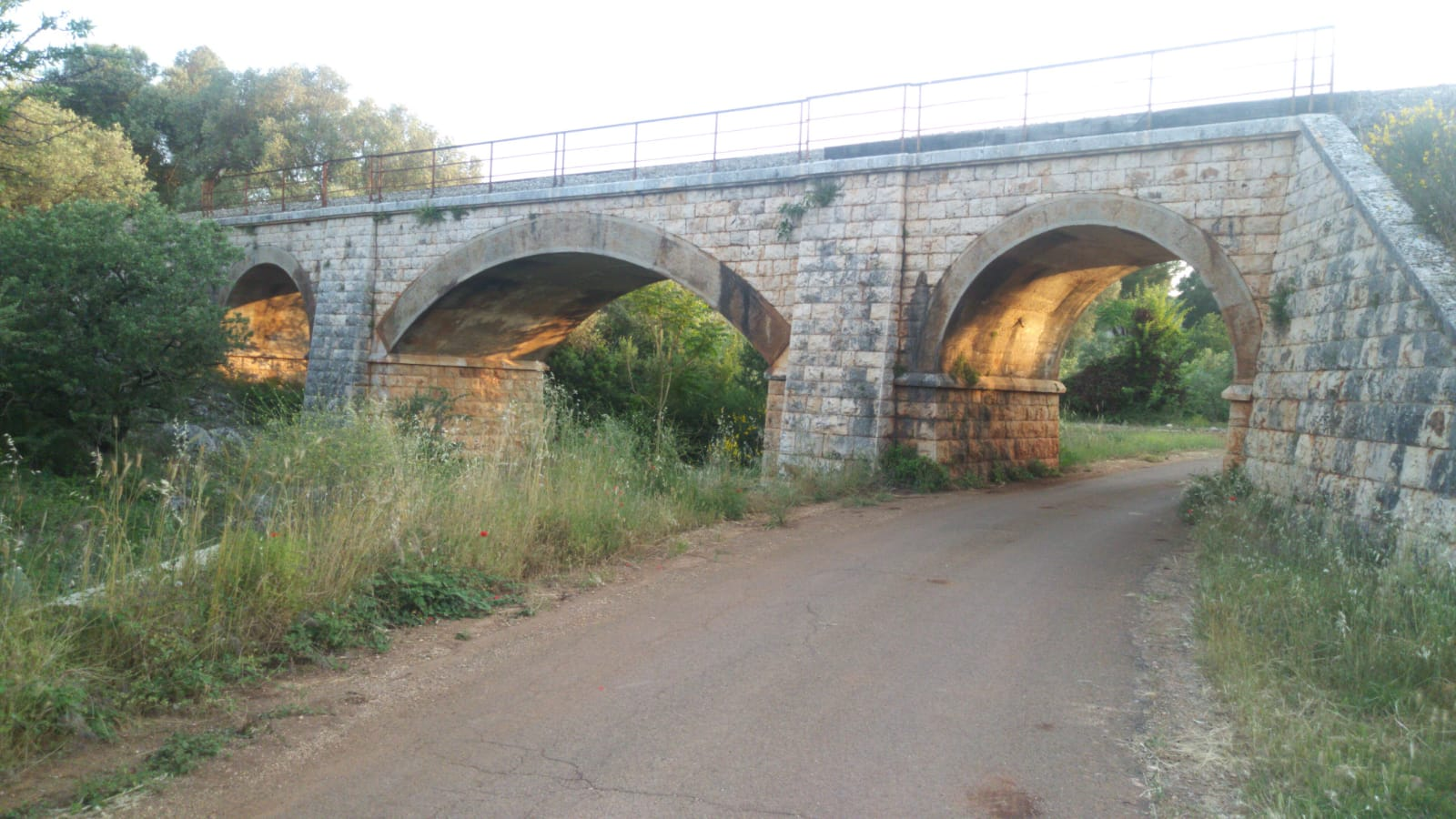
Piccolo viadotto della ferrovia nella tratta tra Francavilla Fontana e Ceglie Messapica

La linea, lunga 102,588 km, è una ferrovia a binario semplice e scartamento ordinario attrezzata nella sua interezza con BCA. Attualmente a trazione termica, dal 9 giugno 2024 sono in corso i lavori per la trazione elettrica su tutta la tratta e per il sistema SCMT nel tratto Francavilla Fontana-Lecce.
La circolazione su tutta la linea è regolata dal Dirigente Centrale Operativo (DCO) con sede a Novoli.  

### Percorso
| Continuation backward |

| Station on track |

| Enter and exit tunnel |

| Unknown route-map component "d" | Unknown route-map component "ABZgl" | Unknown route-map component "dCONTfq" |

| Station on track |

| Stop on track |

| Station on track |

| Stop on track |

| Unknown route-map component "dCONTgq" | Unknown route-map component "ABZg+r" | Unknown route-map component "d" |

| Station on track |

| Unknown route-map component "d" | Unknown route-map component "ABZgl" | Unknown route-map component "dCONTfq" |

| Unknown route-map component "eHST" |

| Station on track |

| Unknown route-map component "eBHF" |

| Station on track |

| Station on track |

| Station on track |

| Unknown route-map component "HSTeBHF" |

| Unknown route-map component "HSTeBHF" |

| Station on track |

| Unknown route-map component "dCONTgq" | Unknown route-map component "ABZgr" | Unknown route-map component "d" |

| Unknown route-map component "d" | Unknown route-map component "ABZg+l" | Unknown route-map component "dCONTfq" |

| Station on track |

| Continuation forward |